# University of Pretoria F.C.
O University of Pretoria Football Club ou Tuks FC é um clube de futebol sul-africano com sede em Pretória. A equipe compete na National First Division.

## História
O clube foi fundado como Tuks Footbal Academy em 2002. A universidade comprou o Pretoria City FC e desde então competiu profissionalmente.